# Making Movies
Making Movies é o terceiro álbum de estúdio da banda de rock britânica Dire Straits lançado em 17 de outubro de 1980 pela Vertigo Records internacionalmente, Warner Bros. Records nos Estados Unidos e Mercury Records no Canadá. O álbum inclui o single "Romeo and Juliet", que alcançou o 8º lugar no UK Singles Chart, "Skateaway" e a faixa mais conhecida do álbum, "Tunnel of Love", que foi destaque no filme de Richard Gere de 1982, An Officer and a Gentleman. Making Movies alcançou o número um nas paradas de álbuns na Itália e na Noruega. Making Movies foi posteriormente certificado como platina nos Estados Unidos e dupla platina no Reino Unido. É considerado um dos melhores álbuns do Dire Straits.

## Antecedentes
Depois que a turnê do álbum Communiqué terminou em 21 de dezembro de 1979 em Londres, Mark Knopfler passou a primeira metade de 1980 escrevendo as músicas para o próximo álbum da banda. Ele entrou em contato com Jimmy Iovine depois de ouvir a produção de Iovine na música "Because the Night" de Patti Smith, uma música co-escrita por Smith e Bruce Springsteen. Iovine também trabalhou nos álbuns Born to Run e Darkness on the Edge of Town, de Bruce Springsteen, e foi fundamental no recrutamento do tecladista da E-Street Band, Roy Bittan, para as sessões de Making Movies. Making Movies foi gravado na Power Station em Nova York de 20 de junho a 25 de agosto de 1980. Jimmy Iovine e Mark Knopfler produziram o álbum. David Knopfler deixou o Dire Straits em agosto de 1980 durante a gravação do álbum, após discussões acaloradas com seu irmão. Suas faixas de guitarra estavam quase completas para o álbum, mas foram regravadas por Mark. David aparece em vídeo tocando "Solid Rock" e "Les Boys" ao vivo em concerto, mas essas performances precederam a gravação. As sessões do álbum continuaram com Sid McGinnis na guitarra rítmica, embora ele não tenha sido creditado no álbum. Dire Straits expandiu-se para um quinteto quando o tecladista Alan Clark e o guitarrista californiano Hal Lindes foram recrutados como membros do grupo em tempo integral logo após o lançamento do álbum em outubro de 1980. Quatro músicas foram gravadas durante as sessões, mas não lançadas no álbum: "Making Movies", "Suicide Towers", "Twisting by the Pool" e "Sucker for Punishment". "Twisting by the Pool" foi lançado no EP ExtendedanceEPlay em 10 de janeiro de 1983 e alcançou a 20º vigésima posição no Reino Unido quando lançado como single. O título do álbum é tirado de uma linha da música "Skateaway" e do outtake "Making Movies".

## Lançamento
Making Movies foi lançado em 17 de outubro de 1980 nos formatos LP e cassete. Em 1981, um curta-metragem com o mesmo nome foi lançado em VHS e Beta, bem como exibido em algumas salas de cinema, consistindo em três videoclipes dirigidos pelo fotógrafo de moda/comercial Lester Bookbinder, para "Romeu and Juliet", "Tunnel of Love" e "Skateaway". A versão original do CD foi lançada em 1984. O álbum foi remasterizado e relançado em CD com o resto do catálogo Dire Straits em 1996 internacionalmente, e em 19 de setembro de 2000 nos Estados Unidos. O álbum inclui algumas das canções mais conhecidas do Dire Straits. O single principal do álbum foi "Romeo and Juliet", que alcançou o número 8 na parada de singles do Reino Unido no início de 1981. O segundo single lançado foi "Skateaway", e o terceiro e último single do álbum foi a longa faixa de abertura, "Tunnel of Love", com a sua introdução "The Carousel Waltz" de Richard Rodgers e Oscar Hammerstein II, que só alcançou a posição número 54 no Reino Unido. No entanto, continua a ser uma das composições mais populares de Knopfler. Com os novos membros do grupo Alan Clark e Hal Lindes a bordo, Dire Straits embarcou em turnês pela Europa, América do Norte e Oceania de outubro de 1980 até julho de 1981 para promover o álbum. Três das sete faixas de Making Movies continuaram a ser tocadas durante as turnês Love over Gold, Brothers in Arms e On Every Street: “Romeu and Juliet”, “Tunnel of Love”, “Solid Rock”. 
| Críticas profissionais | Críticas profissionais |
| Avaliações da crítica  | Avaliações da crítica  |
| Fonte                  | Avaliação              |
| ---------------------- | ---------------------- |
| All Music Guide        | [ 7 ]                  |
| Robert Christgau       | C+                     |
| Pitchfork              | 8.9/10                 |
| Rolling Stone          | 4 de 5 estrelas.       |

### Recepção
Em sua revisão retrospectiva para AllMusic, Stephen Thomas Erlewine deu ao álbum quatro e meia de cinco estrelas, observando que Making Movies "está entre os melhores trabalhos da banda".  Em sua crítica para a Rolling Stone, David Fricke deu ao álbum quatro de cinco estrelas, escrevendo:
Making Movies é o disco em que Mark Knopfler sai por trás de suas influências e Dire Straits sai por trás de Mark Knopfler. A combinação do roteiro lírico da estrela, suas performances vocais intensas e a trilha sonora de rock & roll da banda é de tirar o fôlego – tudo que os dois primeiros álbuns deveriam ter sido, mas não foram. Se Making Movies realmente fosse um filme, poderia ganhar um monte de prêmios da Academia.
A Rolling Stone classificou o Making Movies em 52º em sua pesquisa dos 100 melhores álbuns dos anos oitenta.

## Faixas

### Lado Um
| N.º | Título                                                                                   | Duração |  |
| 1.  | "Tunnel of Love" (Intro "The Carousel Waltz" de Richard Rodgers e Oscar Hammerstein II)" | 8:11    |  |
| 2.  | "Romeo and Juliet"                                                                       | 6:00    |  |
| 3.  | "Skateaway"                                                                              | 6:40    |  |

### Lado Dois
| N.º            | Título          | Duração |  |
| 1.             | "Expresso Love" | 5:12    |  |
| 2.             | "Hand in Hand"  | 4:48    |  |
| 3.             | "Solid Rock"    | 3:19    |  |
| 4.             | "Les Boys"      | 4:07    |  |
| Duração total: | Duração total:  | 37:39   |  |

## Integrantes
- Mark Knopfler – vocais, guitarras
- John Illsley – baixo, vocais
- Pick Withers – bateria, vocais

### Músicos adicionais
- Roy Bittan – teclados
- Sid McGinnis – guitarras (sem créditos)[11]

## Produção
- Jimmy Iovine – produtor
- Mark Knopfler – produtor
- Shelly Yakus – engenheiro
- Jeff Hendrickson – engenheiro assistente
- Jon Mathias – engenheiro assistente
- Greg Calbi – masterização no Sterling Sound (New York City, New York)
- Bob Ludwig – remasterização
- Neil Terk – design e arte originais
- John Illsley – arte
- Brian Griffin – fotografia